# 光学构件的制作和检测
光学构件的制作和检测包括許多光学构件（如透鏡）的製造及測試程序。
傳統球面透镜的製作一開始會先研磨玻璃坯料，產生有粗糙表面的光学构件，這可以用環型製具來製作，接下再拋光產生光学构件需要的精細表面，一般會用精研的方式進行，也就是旋轉有粗糙表面光学构件，和依需求外形設計的工具磨擦，兩者之間再加入磨料及流體。 一般會用彎曲的斧鑿工具來對透镜拋光，磿料和流體的混合物稱為拋光液，一般是用陶瓷或二氧化鋯顆粒，再加入水及潤滑劑，使斧鑿工具不會粘在透镜上。拋光液中粒子的大小會視光学构件的外形及需要的表面精度而調整。
透镜在拋光後，會進行測試來確認是否產生正確外形的透镜，也確認其精度在規格範圍內。光學設備和其理想形狀的偏差一般會以波長的分數表示，而波長會以設備應用時的光波波長或是某個光源提供的可見光波長為準。便宜的透鏡誤差會到ㄧ至數個波長（λ, 2λ……等），標準的工業鏡片誤差在1/4波長（λ/4）以下。若是用在雷射、干涉測量術或全息摄影的精密透鏡其誤差在1/10波長（λ/10）以下。
除了精度誤差外，透鏡也需要符合表面品質的規格（如划痕、凹陷、斑點），其尺寸也需有一定的精準度。

## 光学加工的技術簡述
- 玻璃毛坯製造
  - 批料混合（英语：Batch mixing）
  - 傾注（Pouring）及鑄造技術
  - 退火（英语：Annealing (glass)）程序及設備
  - 物理特徵技術
  - 折射率量測及熔解譜系（melt pedigree）

- 鑽石成形（Diamond shaping）技術
  - 鑽石輪（Diamond wheel）曲線生成技術及設備
  - 鑽石磨邊（Diamond edging）技術及設備

- 粗粒加工（Loose grit fabrication）技術
  - 粗磨
  - 精細研磨
  - 拋光及光學拋光（英语：figuring）

- 单点钻石车削（英语：Single-point diamond turning）程序及設備

- 玻璃成型技術
  - 精密玻璃成型（英语：Precision glass moulding）

## 光學測試技術
- 直接表面輪廓的測量（英语：surface profile measurement）
- 直接面測量（非介入光學測量，例如福柯刀口檢驗（英语：Foucault knife-edge test）、朗奇量測法（英语：Ronchi test）、焦散线测试（Caustic test）等）
- 輔助光學測試（零补偿器（英语：null corrector）、计算机制全息（英语：computer-generated hologram）等）
- 干涉測量測試

## 外部連結
- Virtual Lens Plant, Canon Camera Museum Instructional videos of the processes, within a flash web interface.